# Ліски (гміна Долобичів)
Ліски (пол. Liski) — село в Польщі, у гміні Долобичів Грубешівського повіту Люблінського воєводства. Населення — 120 осіб (2011).

## Топоніміка
Назва села Ліски походить від лісів, які його оточували з усіх сторін. Ще до цього часу на сході села простягається так званий Гулецький ліс, який через видолинки сіножатей тягнеться аж до Гільча, Хохлова та Жнятина. На заходів від урочища Зарудки ліс тягнеться аж до Переводова і Липина, з назвами Чепич, Середній горб та Задовга.
Село поділялося на кутки з назвами: Дворик, Гнилий кут, Бабинка і наймолодша частина — Суховоля. Із Суховолі в село (Гнилий кут і Бабинку) вело глибоке провалля і господарів по ліву сторону звали Провальни.
Землі села ділились на сільські та панські.
Східну, західні і північну частини полів займали селяни, а всю південно-східну, південну і південно-західну — пан.
Урочища. На сході — Пилипів горб, Придатки, північному сході і півночі — за Костем, Заосівцем, Попова долина, Поплави, Зарудки, Виватець, Біля Водяного моста. Панські землі називались: Корчунок, Межигої, Біля Могили (за якими були сільські — Закруглик, Білостік, Задовга, Куропалка), Середній горб.
Дороги в село були ґрунтові, а тому заглибилися на 3-5 м, утворивши провалля.
Село Ліски розташоване в 21 км на захід від Сокаля між селами Переводів — на півдні, Жнятин — на південному сході, Гільче — на сході, Костяшин — на північному сході та холмськими селами Сушів — на півночі й Новосілки — на північному заході та польською колонією Марисіна — на заході.

## Історія
Перша письмова згадка про це село датується 6 лютого (14 лютого за новим стилем) 1401 року.
Згідно переказів старожилів та матеріальних залишків, село виникло в часи появи міста Белз, до якого односельці більш тягнулися, ніж до Сокаля.
У давні часи територія села входить до Волинського, а відтак Галицько-Волинського князівств. Після розпаду Галицько-Волинської держави, дана місцевість входить до Польщі. Землі наших сіл, як по всій Галичині, королі дарують своїм вірнопідданим. Встановлюється панщина.
Прізвища перших панів невідомі, але вже в 1750—1895 роках села Ліски, Переводів і Костяшин належали пану Крижанівському. Село лежало серед лісів, а тому всі житла та господарські споруди були дерев'яними.
Повз село проходив ординський шлях — Кучманський, свідком якого є так звана Велика могила в 1 км від села, на півдні. Горіли села, а з ними і Ліски разом із панськими будовами.
Для захисту і оборони пани побудували своє житло з цегли, обвівши його грубою та високою цегляною огорожею. Воно стояло на Сухволі. Від панського житла аж до потічка (на захід від церкви) довжиною до 1 км проходив тунель шириною до 2-2,5 м і висотою до 2 м глибоко в землі. Тунель мав запасні таємні виходи, які збереглися до 1940 року. В один із нападів татаро-турецької орди на панське подвір'я збіглося майже все село і заховалося в тунелі. Ординці панський замок спалили. Людей, які були в льохах під замком і в тунелі засипало і від нестачі повітря та диму вони, а їх було до 300 чоловік, всі загинули. Ніхто їх вже не відкопував, лише поставлено хреста. Хрест обсаджений липами стояв до 1942-43 років (Розповідь Кв'ятковського Казіка — теперішнього жителя с. Ліски).
Цеглу для будівництва покоїв і тунелю та огорожі пан випалював на власній цегельні в урочищі Середній горб під лісом — Коритині. Це місце ще до 1920-22 років називали цегельнею.
Зруйнованих покоїв пани не відбудовували, а поставили нові за 50 м на південь.
Після розбору Польщі Австро-Угорщиною і Росією, село відходить до Австро-Угорщини. 3 км на північ та 2,5 км на захід від села проходив кордон між Австрією та Росією. Австрія, як цивілізована країна, почала трохи дбати і про українців. Десь в 1850-60 роках в селі побудовано велику, як на той час, школу з великим подвір'ям, посаджено сад (вона стояла до 1934 р.).

### Часи Австро-Угорщини
Десь біля 1805—1810 рр. пани Крижанівські будують ґуральню (спиртзавод) по другу сторону дороги става і саджавка. Правда спочатку будують цегельню (біля потоку нижче теперішньої церкви). Глину на цеглу беруть із урочища Присілки. Це в якійсь мірі покращило матеріальне становище селян, бо відходами спиртзаводу — брагою, відгодовували худобу і свиней. Крім того за роботу пан давав і спирт, а його в москалів вимінювали на цукор у москалів (розповідь бабусі Синиці Марії). За спиртзаводом стояли панські корівники і конюшня.
Воду на завод брали із джерела саджавки водогінними берестовими трубами (під час чистки саджавки в 1935 р. викопали до 30 м таких труб).
В першу світову війну всі панські будівлі згоріли. Більше їх ніхто не відбудовував, бо пан Крижанівський видав свою дочку за Потворовського, який жив у с. Гільче, а вже в 1920 роках, ставши сенатором, переїхав у Варшаву з сім'єю. В селі Гільче жив лише літом.
Для всієї Галичини, а отже для селян села пам'ятним остався 1848 рік із проголошенням скасування панщини. З цієї нагоди встановлено чавунний хрест і посаджено 4 липи. Цей хрест і зараз стоїть по ліву сторону сходів, які ведуть до церкви.
До знесення панщини 1846 р. пан Крижанівський при в'їзді в село між дорогами від Гільча і Костяшина будує капличку із дерев'явною фігурою св. Фльоріана, а перед в'їздом в село із Переводова — чавунний хрест із розп'яттям Ісуса Христа, яке в селі звали фігурка. Вони стоять і тепер.
На цей час в селі була старенька парафіяльна церква, а кругом неї цвинтар. Перед парафіянами виникло гостре питання будівництва нового храму. Під керівництвом трьох жителів села (прізвища їхні із задньої стіни в церкві стерто) піднято парафіян с. Ліски, Переводів і Костяшин на спорудженням парафіяльного собору. Його розпочато будувати в 1872 році і закінчено в 1875 р.
Над вхідними дверима задньої сторони ще в 1991 року стояв надпис: «На хвалу Господа Бога цей Дом Божий сосдан будівничими (вказувало три прізвища) як парафіяльний собор для прихожан Лісоцьких, Переводівських та Костяшинських основался Р. Б. 1872 Укончился и благословен же 1875 р. для 20 января. на честь св. Іоанна Хрестителя».
Цього дня, тобто 20 січня від запам'ятних часів в селі було храмове свято (празник, як його у нас називали).
Зараз старий напис частково стерто і написано: «На хвалу Господа Бога цей Дом Божий сосдан … коштом Іоанна Крижановского Н. Г. Прихожан Лісоцьких, Перевадівських і Костяшинських. Основался Р. Б. 1872 Укончился и Благословен же 1875 р. дня 20 юния на сострадании П. Б. Д. Марии Г. Zabrecki»
І вже цього дня у них храмове свято.
Між написом создан… і Прихожан відстань вказує, що там було напису три лінійки.
Від теперішніх жителів почув плітку, що поляки села в 1870 р. (а їх же тоді у нас не було!) просили пана побудувати для них костел, але він сказав, що його вони мають у Снятині, а для українців потрібна церква, бо стара вже валиться.
Ось як поляки перетворюють наші святині у свої, як законну власність.
З початком будівництва нової церкви, старий цвинтар закривають (осталась кілька могил похованих попів) і переносять за село, де він і тепер.
Перші священики остались невідомі, бо час зрівняв і їхні могили.
До нас дійшов спогад про священика Ґіссовського, жінка і дочка якого поховані на новому кладовищі, а він біля церкви, але саме де, ніхто не знає. На цвинтарі є сімейна могила о. Ґіссовського — хрест з розп'яттям. О. Ґіссовський прийшов у село парохом десь зразу після зведення храму. при ньому церкву розмальовували. Але крім душпастирської роботи і господарки участі в жодних заходах не брав. Скоро він почав старіти, особливо після смерті молодої 36-річної дружини, 26-річної доньки та 34 річної сестри.
Після його смерті, десь у 1917 році в селі священиком стає о. Геньо, який через хворобу до року помер.
Мешканці села були вояками Української галицької армії Зубко Микита, стрілець, 1896. та Козань Павло, стрілець, 1896 р.н.

### Міжвоєнний період
Після смерті о. Гєня в село парохом приходить о. Матюк, якого через два роки переводять на парафію в с. Будинин, а парохом села стає о. Мирослав Ріпецький родом із Самбора — капелан УСС та УГА, одружений з Євгенією з роду Смулка.
І о. М.Ріпецький, і його дружина п. Євгенія з відомих і свідомих українських родин, а тому з їх приходом починається національне відродження села. Дітей у сім'ї о. Ріпецького не було і вони повністю віддають себе духовному і національному вихованню парафіян, яке вимагало значного покращення.
З часу побудови храму минуло майже 50 років і за цей час ніхто не реставрував. Таке ж становище було в Переводові і Костяшині. Отець Ріпецький з перших днів своєї пастирської роботи в парафії подбав про те, щоб церкви стали справжніми духовними храмами, щоб віруючі гордилися ними. Вже в 1922 році реставрують церкву в Лісках, а в наступні два роки в Переводові та Костяшині. Церква в Лісках стоїть на високому горбі, на який важко було добиратися, особливо в негоду та зимою. Літом 1923 року до церкви встановлюють бетонні сходи, по боках яких кладуть перила. Все це було зроблено настільки добротно і красиво, що і у 2000 р. внутрішнє оздоблення храму та ікони захоплюють кожного, хто переступає його поріг. Відреставровано церкви в Переводові та Костяшині. До приходу на парафію о. Ріпецького, у церквах хорових колективів не було, а відправу вели дяки-самоучки. Отець Ріпецький направляє одного з них (Шаварського Леся з Костяшина) у школу дяків при духовній семінарії. Уже 1923 р. на храмових святах співають церковні хори.
В Лісках є урочище Білостік, у якому з-під горба витікає потужне джерело чистої води, яка, хоча і холодна, але ніколи, ніхто нею не простудився. Згідно переказів десь у 1820 роках над джерелом з'являлась кільком особам Божа Матір. Люди почали цією водою лікувати рани, болі в шлунку та інше.
Віруючі вище джерела поставили скульптуру Божої Матері, а джерело взяли в дерев'яні цямбрини; а десь у 90 роки 19 ст. — над криничкою поставили капличку, яка до року згоріла. А вже через кілька років після цього в 15 м вище на горбочку побудували церковицю і освятили її на Десяту п'ятницю в переддень сострад. Пресвятої Богородиці.
З того часу кожного року там, на Білостоці в храмі Пресвятої Богородиці Страждальниці відбувалось богослужіння. День Десяту п'ятницю оголошено відпустом. Спочатку на цю відправу приходили віруючі із парафії (Лісок, Переводова і Костяшина), а село приймало гостей, як на храмове свято. Вода із даного джерела, сповідь і прийняття св. причастя допомагало багатьом людям позбуватися різних хвороб. З кожним роком на відпуст приходило все більше прочан. У 20 роки церковиця вже не вміщала прихожан і вони змушені були стояти надворі. Десь із 1926—1927 років на Десяту п'ятницю приїжджає до 6-7 священиків. Постає питання про будову приміщення, де б могли переодягтися священики, пообідати. За гроші від збору віруючих о. Ріпецький будує в південно-східному кутку площі Білостоку дерев'яний будинок, криє цинковою бляхою.
Особливістю погоди Десятої п'ятниці є те, що вона дуже рідко буває без раптового зливового дощу, і то саме в цій улоговині. Із сходу, півдня, заходу і півночі горби. Долина починається на північному сходів від урочища Середній горб і тягнеться на південний захід, на Задовгу. Кінець червня — початок липня завжди у наших теренах суха жарка погода. Достигає озимина. І цей день дуже рідко починається дощем. А от біля 12-13 год. дня в сильну спеку починають появлятися хмарки на заходів над лісом, тоді і на півдні над Переводовом, а відтак і на північному сході над Лісками. Починає блискати, з сильними громами, а з хмар, немов із відра ллється вода 10-20 хвилин. Люди чим мають накривають, ховають під вози і дерева. Не змокають ті, хто в церковці, але їх порівняно мало. Вже через півгодини-годину після дощу все висихає від сонця.
Отож, щоб прочани були захищені в час богослужіння, спочатку від сонця, а потім від дощу о. Ріпецький вирішив на Білостоці, вище церковиці побудувати велику церкву-шопу. На пожертви прочан 1930 р. така церква (вівтар закривався після богослужіння) 12×35 м була освячена. На освячення приїхав митрополит Андрей Шептицький та єпископ Коціловський із Перемишля.
В цей день, крім літургії відправляли Хресну дорогу. Образи Хресної дороги чіпали на зовнішніх стінах церковиці, щоб взяли участь більше віруючих. Щоб задовольнити потреби прочан, о. Ріпецький вирішує хресну дорогу побудувати у вигляді каплиць із 14 станцій. На пропозиції отця відгукнулося багато парафій. Але площа не вміщала такої кількості каплиць. Закуплено додатково 2 га землі в південній частині. За 1933-34 роки 14 парафій збудувало по одній дерев'яній каплиці, а запрошені зі Львова малярі написали ікони (при чому на полотні олійними фарбами, та помалювали каплички, використовуючи орнаменти церков 14 парафій).
Урочисто, як ніколи до того часу, відсвяткували Десяту п'ятницю 1935 року.
Крім богослужіння в цей день працював ярмарок кондитерських виробів, солодких напоїв, морозива, біжутерії, ікон і образочків, хрестиків з ланцюжками, різноманітних дитячих іграшок, іншого промислового товару. Працювала карусель (іноді дві), цирк, лотереї, виграші яких витягали попугаї, морські свинки та інші дресировані звірки.
Для дітей саме ярмарковий майдан був захоплюючим і оставався в пам'яті на все життя. Десята п'ятниця не проходила без лірників.
Крім душпастирської праці, сім'я о. Ріпецького проводила велику громадсько-політичну роботу. Так о. Ріпецький невтомно працював у «Просвіті», «Кооперативі», залучаючи селян продавати свою продукцію в райсоюз, маслосоюз, вчив селян раціональному веденню сільського господарства. Сім'я отця створює велику українську бібліотеку і охоплює всіх дітей і молодь. Дружина отця, імость Євгенія, організувала товариство «Союз українок», де крім політичного виховання вела куховарські курси, курси молодої матері, рукоділля.
В управу читальні входили: о. Ріпецький Мирослав — голова та члени Красько Михайло (Їськів), Шолемей Іван (дяк), Щудло Андрій, Сенюта Григорій.
В управу кооперативу входили Красько Степан (Їськів) — голова та члени о. Ріпецький Мирослав, Синиця Григорій, Сенюта Григорій, Щудло Андрій, Фога Гнат, а книговодом довго був Тарасюк Василь. Продавцем спочатку був Красько Микола (Якимів), а потім Сорока Василь.
В 30-40 роках читальна «Просвіти», поряд з церквою, була основним вогнищем культури села, хоча і працювала на громадських засадах. Вже 1932 село урочисто відзначає мазепинський рух і на святі Мазепи в Сокалі бере участь більше 80 односільчан (див. фото). Приміщення читальні збудували в 1926—1929 роках, де крім актового залу на 200—220 чол.; були гардероб і 2 кімнати для роботи гуртків з одної сторони, а з другого боку розмістилася крамниця кооперації. Працювали хоровий і драматичний гуртки. На показ вистав потрібно було мати дозвіл старости повітового. Цей дозвіл завжди виходжував Щудло Андрій (Синюків). В село два рази заїжджав пересувний український театр під керівництвом Когутяка, артисти цирку.
Процес над Данилишиним і Біласом та пацифікація Равщини був належно осуджений селом, особливо молоддю, а пісня «А в равськім повіті…» була в репертуарі хлопців і співали її по кожнім кутку. З особливим успіхом пройшла вистава драмгуртка із равського села Василева Великого «Над Львом чорна хмара». За рік хор виступав 2-3 рази з концертами.
Майже кожного року в селі проводили фестини, на яких дівчата і хлопці окремо демонстрували вправи, потім були епізоди бою козаків із турками чи татарами (при чому обов'язкова на конях). Дальше одні розігрували лотереї, інші дивились як найспритніші хлопці вилазили на високого ковзкого стовпа, щоб звідтам взяти одну річ (годинник, черевики, штани, чи щось інше). На майдані були продавці з солодкою водою, солодощами, морозивом. Свято закінчувалось загальними танцями. Згідно переказів пожилих та і власних спостережень: не було в році неділі чи свята, щоб в читальні не було якогось заходу. Весілля теж не відбувались без читальні. Після шлюбу і гостин у хаті, молодь разом з молодими, йшла до читальні, де 3-4 години міг потанцювати кожний бажаючий.
В час постів жодних забав не було. Серед молоді тоді в моді були флірти. Хлопці і дівчата ставили лавки у квадрат і фліртували. Були дні, що було по 3-4 груп фліртувальників. В будні дні хлопці кожного з кутків виходили на вулиці і заводили пісні. Спочатку в колі, а потім бралися під руки і одним рядом йшли в напрямі читальні і співали. Зійшовшись разом, заспівали кілька пісень і розходились до своїх дівчат.

До 1936-37 року різниці між молодими українцям і поляками не було. Разом ходили до церкви, читальні, на весілля, на кавалерку.

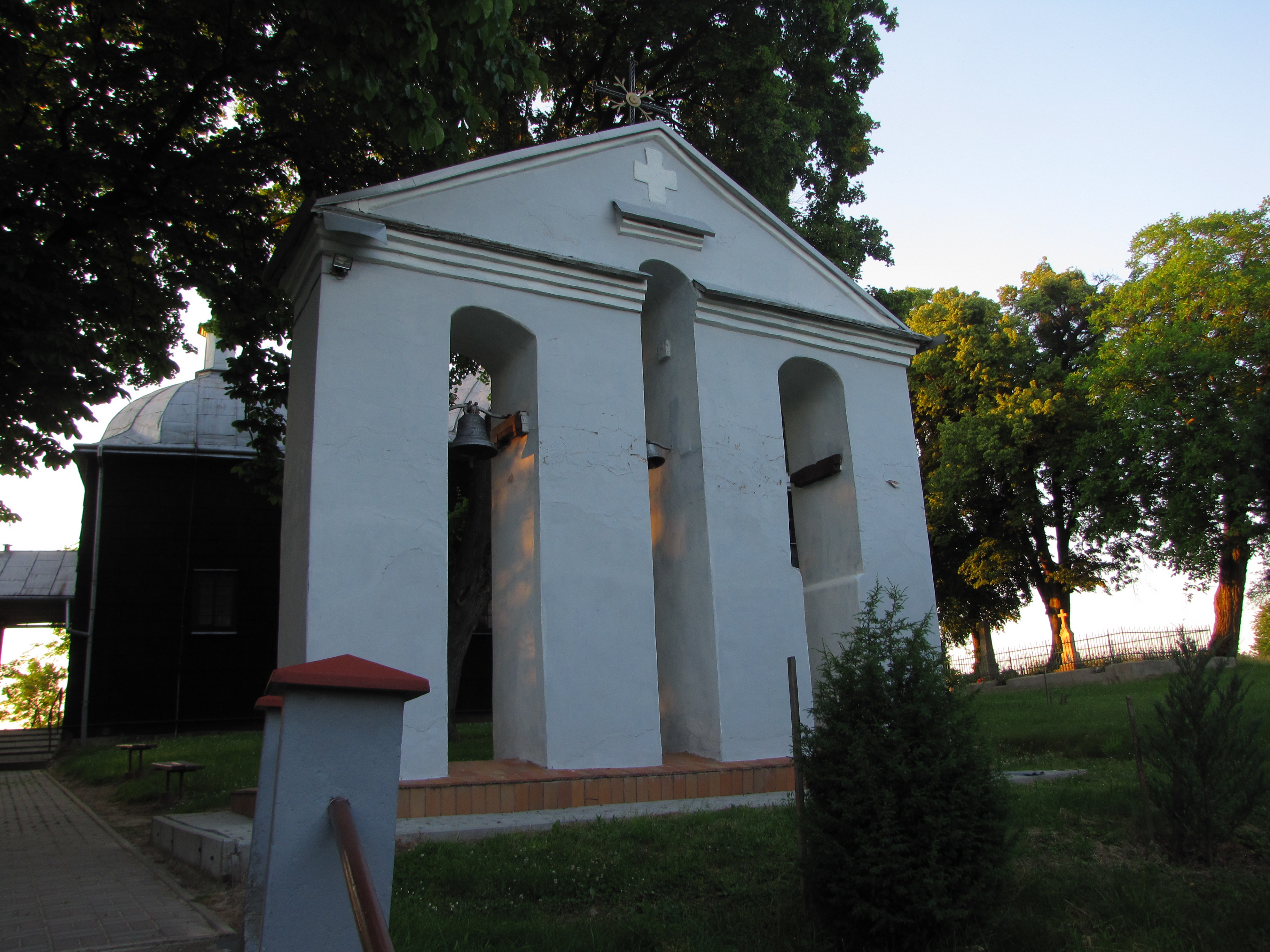
Дзвінниця кол. греко-католицької церкви оанна Хрестителя у с. Ліски. Фото 2020 р.

1936 року в село вчителем приходить Адам Ковальський, вихований в шовіністичному польському дусі. З першого вересня вже починали уроки не з української, а польської молитви. Від нас, учнів, вимагає навіть на перервах говорити по-польськи. В селі відкриває «свєтліцу» і ми вже не йдемо виступати у читальню, а у свєтліцу. В репертуарі тільки польські пісні і танці «краков'як», «мазурка», «полька». Всю молодь польської національності збирає у свєтліці, забороняє їй йти в церкву, хлопців втягує у «щелецку» військову організацію. Починається насильне сполячування. Його дії викликають незадоволення серед батьків молоді.
Селом керував солтис, якого обирали радні. Їх було 16, 14 українців і 2 поляки. Солтисами в різні часи були: в 1917-19 рр. Шелемей Іван (Медовий), якого поляки в 1919 посадили в тюрму на 1 рік. Потім довго Красько Максим (Якимів), а в 1936-38 рр. — Козак Степан (Тарасів). Готуючись до виборів радних села в 1938 р., Ковальський вимагає, щоб радними було 8 поляків та 8 українців. І хоч село вибрало 14 радних українців, а 2 поляків, Ковальський у старостві в Сокалі подає списки 8 поляків та 8 українців. Це обурили село і другого дня понад 25 селян їде з протестом на фальсифікацію виборів. Протест прийнято, видано нові бюлетені, проведено нові вибори, які пройшли так само, як і перші. Солтисом обирають українця Синицю Григорія, секретарем, теж українця Дулябу Гната. У перемозі цих виборів українцями, величезну роль зіграли о. М.Ріпецький та Щудло Андрій (Синюків).
Весною 1939 р. Ковальський покидає село: його, як офіцера, призивають в армію.
Організація ОУН. в селі була створена в 1930—1931 роках. Згідно даних її створив Харташко Клим, який в 1935 році через часті арешти, разом із Харташком Максимом (Борушків) емігрували в Америку. Що сталося з ними ніхто не знає, бо від них не було жодної чутки.
Членами ОУН у різні роки були Красько Михайло (Їськів), Хорташко Іван (Чанків), Сорока Василь, Хорташко Михайло (Медовий), Хорташко Микита (Мальчинський), Козак Михайло. З молодших членів — Венглеж Андрій, Козань Василь (Яцьків), Сенюк Михайло (Тарасенько), Сорока Михайло, Хорташко Михайло (Чапків), Заєць Грицько (Шельвестрів), Шелемей Іван (Шаламко), Красько Василь (Сушаків), Козань Петро син Клима.
На 01.01.1939 в селі проживало 1000 мешканців, з них 870 українців-грекокатоликів, 75 українців-римокатоликів, 30 поляків і 25 євреїв. Село входило до гміни Варенж Място Сокальського повіту Львівського воєводства Польської республіки.

### Друга світова війна
Кілька хлопців молодшої генерації в 1942 р. пішли в підстаршинську школу поліції у Луцьк, а звідтам, вже членами Бандерівської гілки ОУН, — в УПА.
Весною 1944 р. в селі створено юнацьке звено ОУН, станичним якого призначено Фогу Степана, а звеновим Синицю Павла.
Юнаками були Барила Іван, Щудло Іван, Кандрацький Володимир, Демчик Єрген, Фога Іван (Гудзіків) та інші.
Десь в 1920 чи 1921 році з нагоди річниці польської перемоги, біля школи хтось із поляків посадив дуба і старанно його доглядали навіть тоді, коли школа перейшла в інше приміщення (дане стало аварійним). Правда, довгий час українці не знали з якої нагоди росте цей дуб. З приходом в село вчителя Ковальського, тайну відкрили і 1937 року дуже урочисто біля нього провели «Свєто нєподлєглосці». Цього дубка десь у жовтні 1938 року зрубали. Другого дня приїхала поліція, яка арештувала біля 20 хлопців. Їх допитували у свєтліці і дуже били, хоча не знайшли особу, яка цей дуб зрубала, але все-таки кількох посадили до тюрми. (Венгляж Андрій сидів у Бригідках аж до початку війни, а Сенюк Михайло (Тарасенько) і Сорока Михайло в Картузькій Березі).
Кілька разів арештують Краська Михайла, але не маючи достовірних доказів, випускають. Коли серед членів ОУН появився сексот, Красько Михайло (Їськів) негайно виїжджає в Америку, де і помер.
З нагоди 950-ліття від дня Хрещення Руси-України у Варяжі готуються встановити місійний хрест. До цієї події підготовляються всі церкви округи. Готуються і комуністи Холмщини цього дня провести у Варяжі антихристиянську маніфестацію і не дати можливості встановити хреста.

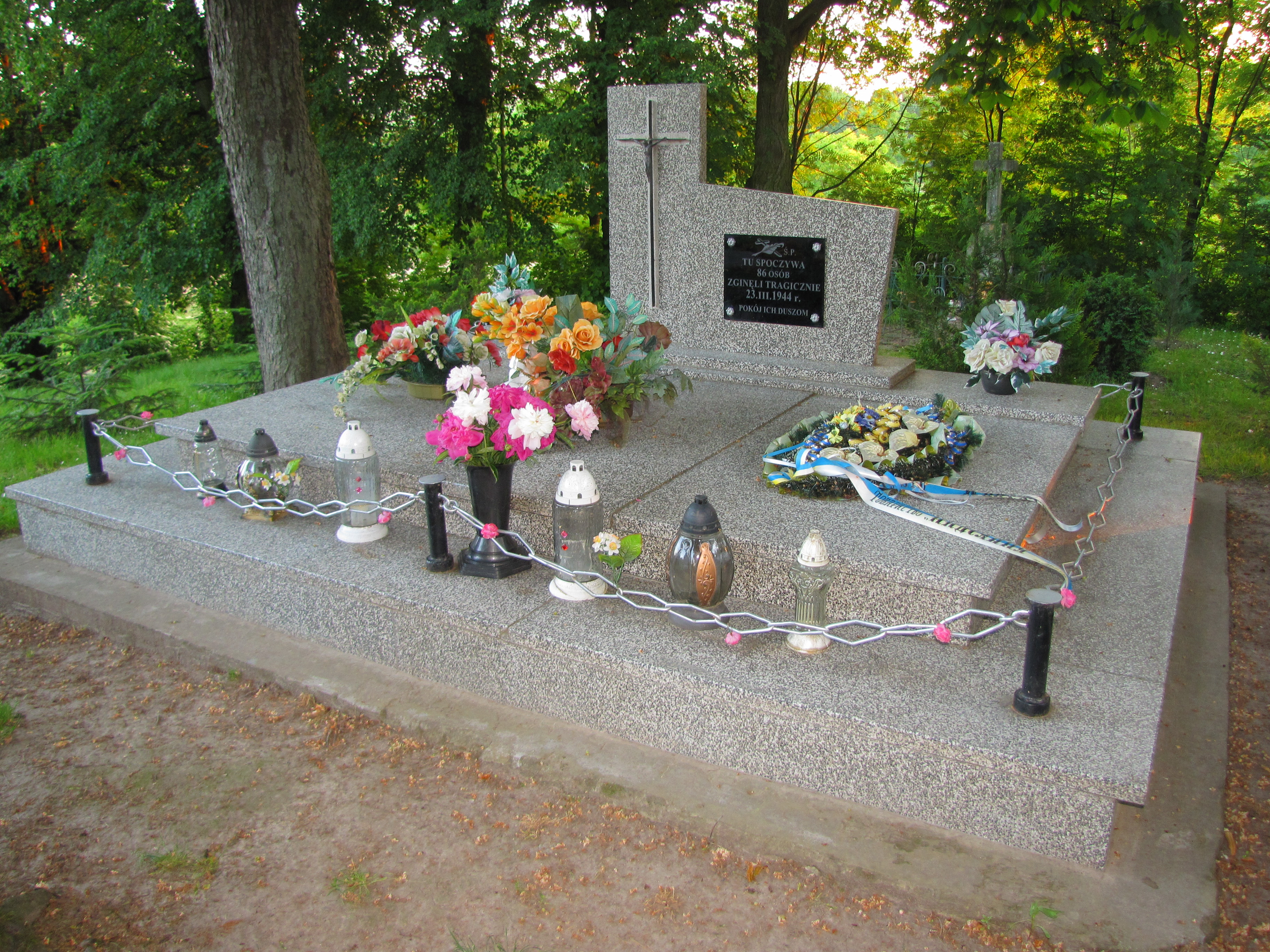
Братська могила 86 мешканців села, які трагічно загинули 03.1944 р. Фото 2020 р.

З Лісок під проводом Кондрацького Петра з церковними хоругвами пішло до Варяжа 42 жителів.
Десь через півгодини після їх відходу із Новосілок через село прийшло біля 300 чол. колона демонстрантів із комуністичними прапорами та лозунгами, які викрикували свої гасла, примушували людей, які дивилися на це, знімати шапки.
У Варяжі було зіткнення двох таборів, були тяжко поранені з обох боків, але хрест таки встановили, комуністів розігнали і побили вікна жидівських магазинів. У цьому зіткненні були поранені і наші односельці.
Польсько-німецька війна та німецька окупація.
Тривожним був 1939 рік.
Десь за кілька місяців до війни поляки мобілізують із запасу офіцерський та підофіцерський склад. Із села пішло біля 7 чол. А перед самою війною із села беруть 15 коней та 8 возів. Більшість призваних селян в армію попадають в німецький полон. Через два тижні в лісоцькім лісі отаборилась частина армії Сікорського, але довго не перебували в ньому. Частину зброї та амуніції магазинують на колонії Марисіна. Решта амуніції скидають в лісі прямо на дорозі, а рухомий склад від'їжджає в напрямі угорської границі. В цей час наш односелець Красько Микита (Мальчинський) залишивши армію, остається дома.
Розбираючи амуніцію, багато хлопців від розриву були поранені.
В кінці вересня, вночі, у сльотливу погоду прийшли радянські війська (Совєти, як їх називали). Їх майже ніхто не зустрічав. За кілька днів перебування, вони розграбували фільварок, дещо із тварин та інвентаря роздали бідним селянам. Стали їм наділяти землю. Забране із шпихліра зерно (воно було трохи зросле) змололи і розвозили по хатах для випікання хліба солдатам. Хліб був гливкий, але голоді солдати його не лишали.
Зустрівшись на Холмщині з німцями, вони поволі почали відступати, беручи із собою табуни ВРХ. Окремі частини через село вели полонених польських офіцерів. Пригадую епізод: групу полонених офіцерів загнали до нас у стодолу. Вони були змучені і голодні. Моя бабуня заварила кип'ятку із гіллячок малини, посолодила медом (у нас була велика пасіка) і ми разом у двох відрах понесли у стодолу. Офіцер охоронної частини звернувся до бабусі і сказав: «Бабушка їм уже нічого не надо. Їх всех» і в повітрі зробив хрест. Це нас дуже вразило, бо серед офіцерів були і українці. Так в одній із груп був ранений наш сусід Лисейко Степан і тільки те, що маленький його синок Богдан вчепився до нього і кричав тато, москалі його відпустили. До кінця жовтня совєтські солдати покинули село.
Більше тижня в село ніхто не заїжджав. Біля 10 листопада німці заїхали в сусіднє село — Переводів. В селі в цей час був племінник священика Ріпецький Нестор (він закінчив гімназію). Він організував хлопців на конях і поїхали зустрічати німців у Переводів, щоб привезти їх в Ліски. За цей час до 200 мешканців села із синьо-жовтим прапором зібралося на ксьондзовій долинці. З хлопцями приїхало три німці. Їх зустріли з хлібом-сіллю. Перше, на що звернув увагу німець, це на прапор і звелів його забрати геть.
Привітання від селян німецькою мовою виголосив священик. Тоді виступив німецький офіцер не з привітанням, а з вимогою додержуватися порядку і дисципліни. Зразу звелів всім, хто за совєтів узяв щось із фільварку негайно під карою смерті — розстрілом, повернути другого дня на фільварк.
Священик не все переклав, що німець вимагав, не хотів зразу лякати людей. Мій батько, прийшовши додому, зібрав усю сім'ю і майже точно розповів про вимоги німця (він 3,5 роки до І світової війни був в австрійській армії і знав по-німецьки). Другого дня цей же офіцер приїхав вже без запрошення (випав перший сніг), зібрав людей і поставив вимогу негайно за два дні всьому працездатному населенню вийти на поле і зібрати картоплю (біля 20 га). Хто не вийде, того розстріляють. Ось так почався німецький рай на Україні. Панське господарство перетворили на державне — лігіншафт. Привезли і господаря — фолькедейчера Ендерса.
До місяця зроблено перепис тварин і покульчиковано їх. На господарства накладено контингент. В селі відновили роботу спиртзаводу, роботу лігішафту. Людей зобов'язали систематично здавати молоко і м'ясо (живими тваринами), яйця та інше. В селі призначили солтиса, секретаря та агронома (Козака Степана (Тарасового), Дулібу Гната, Хорташка Михайла (Борушкового). Вже у грудні оголосили добровільний набір молоді до роботи в Німеччині. З настанням весни почали брати хлопців 1923, 24 і 25 років в робочі батальйони (баудінст). Багато хлопців, щоб не йти у баудінст, зголошуються поїхати на роботу в Німеччину. В містах починають відкривати торговельні, кравецькі та інші ремісничі школи, гімназії, а на базах лігіншафтів сільськогосподарські школи. З Лісок 1 вересня 1940 р. в гімназію до Белза йде Синиця Павло та Демчик Євген, а торговельну Шелемей Ярослав, Щудло Іван, Фога Степан, а в сільськогосподарську — Щудло Степан. Вже зимою 1940 року в прикордонні села ввозять війська для підготовки плацдарму для наступу на СРСР. Весною 1941 р. навчальний рік скорочують на 2 місяці, розміщуючи в школах військові частини. Німці посилено готують до війни з СРСР і про це відкрито говорять німецькі солдати та офіцери. В селі розмістили гарнізон для конвоювання совєтських полонених, а в Раткові побудували великий лагер під відкритим небом.
Вже в переддень війни із села пішли в похідну групу утворювати свою владу на Україні Сорока Василь та Хорташко Іван (про це село узнали вже аж в 1943 році). Зимою вони вертаються.
В дивізію «СС-Галичина» із села йде Шелемей Михайло (Порозів). До Луцька в школу поліції йдуть Сорока Василь, Хорташко Михайло (Чапків), Козань Михайло, Заяць Григорій (Шельвестер).
На приказ німців із дзвіниці знімають всі дзвони. Малі здають на переплавку, а два великих ховають (одного закопують на городі, а другого опускають у криницю біля церкви).
Лігеншафти з кожним місяцем німці укріплюють племінними тваринами, а в посіви вводять нові для цього району культури (цукровий буряк, білу кормову моркву, постерневий посів ріпи), починають створювати 50 гектарні господарства.
Людям не стає борошна для випікання хліба і майже кожну хату рятують жорна. Посилюється дисципліна. За невиконання розпоряджень Дуляба Гнат відправляє для відбування кари у с. Вербковичі (біля Грубишева був дисциплінарний лагер) селян Козаня Деонізія, Козаня Клима та Вітверу Володимира.
Літом 1942 року вночі у керівника лігеншафту Ендерса забрали чоботи та пістолет. Вже другого для загін гестапівців із Любліна всіма дорогами прямував до села, по дорозі виловлюючи всіх молодих чоловіків (саме були жнива і люди були на полях). Спіймано 10 поляків-колоністів, та 14 односільчан. Їх завели на подвір'я лігеншафту і поставили під стіну стайні для розстрілу. Ендерс, який був там, 6 чоловік забрав від них «своїх» робітників і впросив в селі їх не розстрілювати, а взяти в концтабір. Гестапо все-таки в лісі Чепич поляків розстріляли, а 8 сільських українців забрали в концтабір Майданек, де вони, крім одного, загинули. Це:
- Хорташко Андрій
- Бучак Лука
- Козань Михайло
- Кондрацький Іван
- Красько ГригорійПоховання о. Мирослава Ріпецького та його дружини Євгенії на греко-католицькому цвинтарі в с. Ліски. Фото 2020 р.
- Шелемей Василь
- Богдан із Стрия

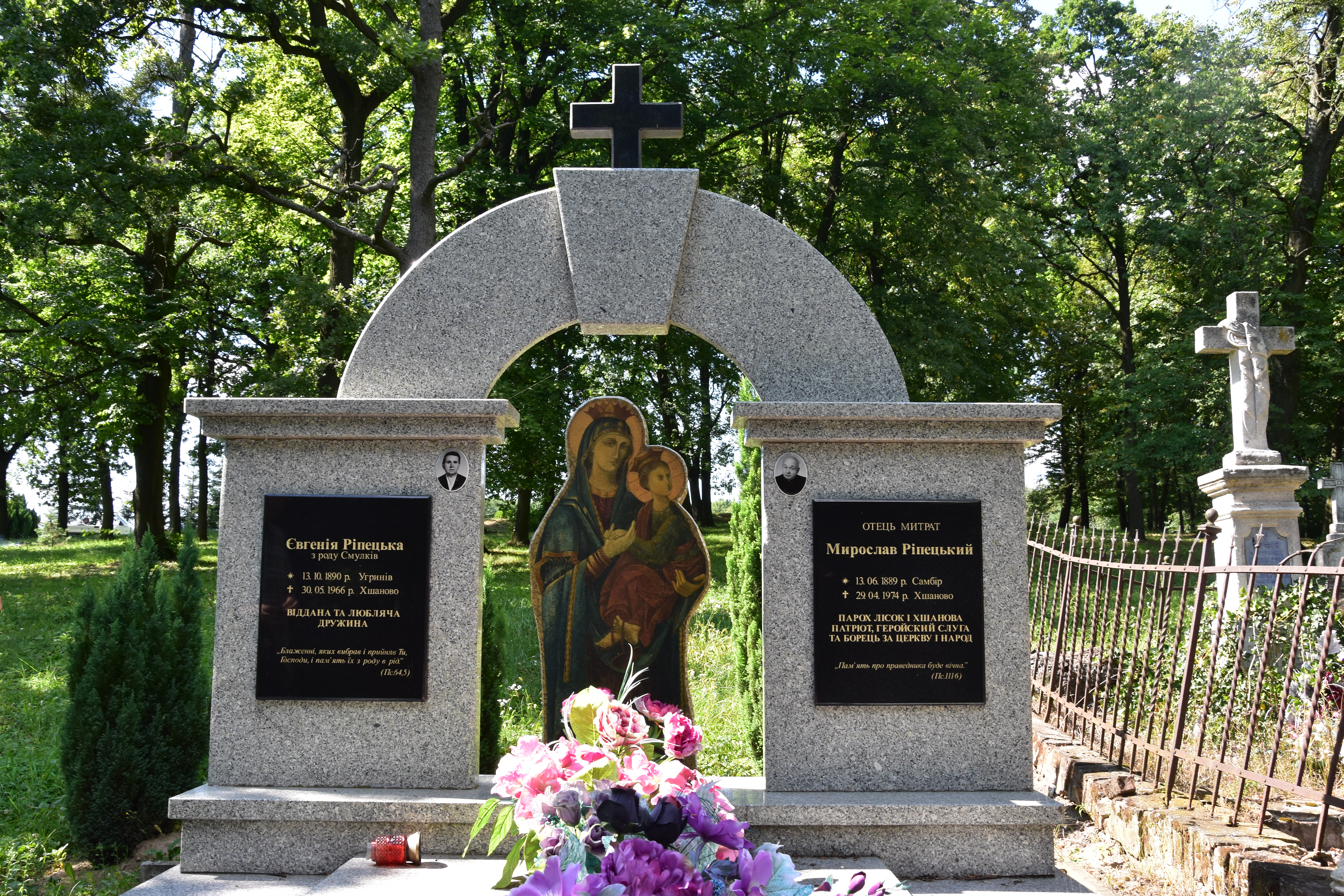
Поховання о. Мирослава Ріпецького та його дружини Євгенії на греко-католицькому цвинтарі в с. Ліски. Фото 2020 р.

- Шелемей Василь, який один вернувся додому.

У 1975—1998 роках село належало до Замойського воєводства.

## Демографія
Демографічна структура станом на 31 березня 2011 року:
|          | Загалом | Допрацездатний вік | Працездатний вік | Постпрацездатний вік |
| -------- | ------- | ------------------ | ---------------- | -------------------- |
| Чоловіки | 65      | 8                  | 44               | 13                   |
| Жінки    | 55      | 7                  | 26               | 22                   |
| Разом    | 120     | 15                 | 70               | 35                   |